# 谷池重紬子
谷池 重紬子（たにいけ えつこ）は、日本のピアニスト、音楽教育者。二期会所属。

## 経歴
武蔵野音楽大学音楽学部器楽学科を卒業後、二期会のピアニストとなる。伴奏者として有名になり、朝日新聞に掲載のコラム「天声人語」にも紹介された。
第一線で活躍している歌手のリサイタル、オペラ、合唱伴奏及びその録音、放送等を数多く手がけている。また、静岡国際オペラコンクール等、国際コンクールのオフィシャルピアニストも務めている。
1994年8月、1995年8月、1996年8月、夏のイタリアにおけるガブリエラ・トゥッチ、ジャンニ・ライモンディ、ジュゼッペ・タッデイ等のマスタークラスでの声楽セミナーにピアノ伴奏及びオペラ公演伴奏者として参加。1997年 - 1998年、2000年、2003年には、文化庁在外特別派遣研究員として渡伊。ミラノにて指揮者アルジェント、コレペティートルのもとで研鑽を積む。
新国立劇場オペラ研修所、二期会オペラ研修所、東京音楽大学音楽学部専任講師 。伴奏者兼コレペティートルとして明日の日本音楽会を担う若手音楽家達を支えている。また水戸芸術館では、「オペラの花束をあなたへ」シリーズやリサイタルなどの出演活動も行っている。

## 参加作品等
以下の他、Researchmap Works（作品等）には、95件もの芸術活動が記録されている。
- にほんのうた90年の系譜 文化庁芸術祭サントリーホールライブ録音[6]（2008年5月20日）
- アランゴーナの舟歌 プッチーニ、サデーロ歌曲集 東敦子、谷池重紬子（1993年12月10日）フォンテック[7]
- なつかしき愛の歌 東敦子、谷池重紬子（1995年9月25日）メディアリング[8]
- 東敦子の日本歌曲2 高田三郎・山田耕筰歌曲集 東敦子、谷池重紬子（1996年10月25日）フォンテック[7]
- コールユーブンゲン（移動ド唱）稲垣俊也、杉野麻美、大間知覚、平松英子、谷池重紬子（1998年6月25日）フォンテック[8]
- イタリア歌曲集 松本美和子、志村年子、永田峰雄、谷池重紬子（1997年5月25日）フォンテック[8]
- イタリア歌曲集2 松本美和子、小山由美、佐野成宏、谷池重紬子（2007年10月21日）フォンテック[7]
- 日本合唱曲全集『幼年連祷』新実徳英作品集1 慶應義塾ワグネル・ソサィエティー男声合唱団、谷池重紬子ほか（2005年10月21日）日本伝統文化振興財団
- J.ブラームス ジプシーの歌/愛の歌 指揮：畑中良輔、ソプラノ：大島洋子・平松英子、アルト：菅有実子・永富啓子、テノール：藤川泰彰・星洋二、バス：志村文彦・堀野浩史、ピアノ：久邇之宜・谷池重紬子（2002年12月18日）ビクターエンタテインメント
- 君を愛す－名歌集 福井敬、谷池重紬子（2006年12月19日）Disc Classica[7]
- にほんのうた 澤畑恵美、谷池重紬子 SACD（2008年05月20日）フォンテック[7]
- にほんのうた2 澤畑恵美、谷池重紬子（2010年12月21日）フォンテック[7]
- 悲しくなったときは － 福井敬、 日本を歌う 福井敬、谷池重紬子（2011年02月09日）Disc Classica[7]
- この道 － 福井敬、故郷を歌う 福井敬、谷池重紬子（2014年11月12日）Disc Classica[7]
- カルーソ 岡田尚之、谷池重紬子（2016年04月20日）Disc Classica[7]
- 六騎 － こころを歌う－ 福井敬、谷池重紬子（2017年11月22日）Disc Classica[7]